# Lettres à un tueur
Pour plus de détails, voir Fiche technique et Distribution.
Lettres à un tueur (Letters from a Killer) est un film britannico-américain réalisé par David Carson, sorti en 1998.

## Synopsis
Un homme accusé de meurtre entretient une correspondance romantique depuis sa prison avec quatre femmes qui ignorent l'existence les unes des autres. Quand il sort, il essaie de les retrouver. Mais l'une d'entre elles a décidé de le tuer...

## Fiche technique
- Titre français : Lettres à un tueur
- Titre original : Letters from a Killer
- Titre québécois : Lettres d'un tueur
- Réalisation : David Carson
- Scénario : Nicholas Hicks-Beach & Shelley Miller
- Musique : Dennis McCarthy
- Photographie : John A. Alonzo
- Montage : Lance Luckey
- Production : Bertil Ohlsson & Peter Snell
- Sociétés de production : J&M Entertainment & LFAK Inc.
- Pays :  Royaume-Uni,  États-Unis
- Langue : Anglais
- Format : Couleur - Dolby Digital - 35 mm - 1.85:1
- Genre : Thriller
- Durée : 104 min
- Classification : 
  -  France : -12
  -  États-Unis : R
- Dates de sortie :
  -  France : 11 août 1999

## Distribution
- Patrick Swayze (VF : Robert Guilmard) : Race Darnell
- Gia Carides : Lita
- Roger E. Mosley : Horton
- Bruce McGill : Brinker
- Kim Myers : Gloria Stevens
- Katy Selverstone : Singleton
- Olivia Birkelund : Stephanie
- Tina Lifford : Elizabeth
- Don Stark : Geary
- Elizabeth Ruscio : Judith Sutton
- Mark Rolston : O'Dell